# Vackertjärnen, Medelpad
Vackertjärnen är en sjö i Ånge kommun i Medelpad och ingår i Ljungans huvudavrinningsområde.